# António Cebola
Pour les articles homonymes, voir Cebola.
António Pedro de Oliveira Cebola (Lisbonne, 8 juin 1985) est un pianiste portugais.

## Biographie
À l'âge de 12 ans, il commence ses études de piano avec Eurico Rosado, à l'Instituto Gregoriano de Lisboa . Il a terminé ses baccalauréats et degrés à l'Escola Superior de Música de Lisboa, avec Jorge Moyano comme professeur de piano et Olga Prats, en musique de chambre.
Il a poursuivi ses études à l'Université d'Évora, où il a obtenu le diplôme de Master en Piano, en tant qu'étudiant d'António Rosado, et de Paul Wakabayashi en musique de chambre.
Il était également un élève de Paul Crossley et a participé à des master classes avec Paul Badura-Skoda, Luiz de Moura Castro, Vitaly Margulis, Sequeira Costa, Jurgis Karnavičius, Jörg Demus, Boris Berman, Galina Eguiazarova (en) et Konstantin Scherbakov.
En tant que soliste, il a participé au 4ème Festival International de Piano de l'Algarve, avec l'Orchestre Classique du Centre, dirigé par Jan Wierzba, et au 49ème Festival de Sintra, avec l'Orchestre du Nord, dirigé par Nuno Côrte-Real. En plus d'autres performances en tant que soliste, il se produit régulièrement en récital solo ou intégrant plusieurs formations de musique de chambre.

## Discographie
- Chopin - Ballades / Liszt - Sonata (Album numérique, 2021)
  - Frédéric Chopin
    - Ballade n° 1 en Sol mineur, Op.23
    - Ballade n° 2 en Fa Maior, Op.38
    - Ballade nº 3 en Lá-Bemol Maior, Op.47
    - Ballade n° 4 en fa mineur, Op.52

  - Franz Liszt
    - Sonate à Si Menor, S. 178

## Prix
En 2006, il obtient le 2ème prix, ex-aequo, dans la catégorie des enfants de moins de 21 ans - dans laquelle le 1er prix n'a pas été décerné - du XIIIe Concours International de Piano Maria Campina, à Faro.